# Данилюк Олексій Мусійович
Олексі́й Мусі́йович Данилю́к (24 квітня 1934, село Іллін, Республіка Польща, тепер Гощанського району Рівненської області — 4 січня 1994, село Горбаків Гощанського району Рівненської області) — український радянський діяч, бригадир тракторної бригади колгоспу імені Жданова Гощанського району Рівненської області. Герой Соціалістичної Праці (8.12.1973). Депутат Верховної Ради УРСР 9—10-го скликань.

## Біографія
У 1950—1953 роках — тракторист Бугринської машинно-тракторної станції (МТС) Гощанського району Рівненської області.
У 1953—1956 роках — служба в Радянській армії. Навчався в Сарненському ремісничому училищі механізації сільського господарства Рівненської області.
У 1957—1958 роках — слюсар з ремонту тракторів Бугринської машинно-тракторної станції Гощанського району.
Член КПРС з 1958 року.
У 1958—1962 роках — бригадир тракторної бригади колгоспу імені газети «Правда» Гощанського району Рівненської області.
З квітня 1962 року — бригадир тракторної бригади колгоспу імені Жданова («Прогрес») села Горбаків Гощанського району Рівненської області.
Освіта середня спеціальна. У 1973 році заочно закінчив Мирогощанський радгосп-технікум Дубенського району Рівненської області, набув спеціальності техніка-механіка.

## Нагороди
- Герой Соціалістичної Праці (8.12.1973)
- два ордени Леніна (8.12.1973)
- орден Жовтневої Революції
- ордени
- медалі